# Picot del Sahel
El picot del Sahel (Dendropicos elachus) és una espècie d'ocell de la família dels pícids (Picidae) que habita sabanes amb pocs arbres, en una estreta banda des del sud-oest de Mauritània, Senegal i Gàmbia, cap a l'est, a través del sud de Mali, sud de Níger, sud de Nigèria, nord-est de Camerun i sud de Txad fins l'oest del Sudan.